# Бернар III д’Арманьяк
Берна́р III (умер в 1110) — граф д’Арманьяк с 1098 года, сын Жеро II, графа д’Арманьяка, и Авизеллы де Ломань.
В 1095 году он женился на Альпаизе (или Аспазии), дочери Бозона I, виконта де Тюренна, и Жерберж, его второй жены. У них были:
- Жеро III († 1160), граф д’Арманьяк.
- Одон
- две дочери

Известен также его побочный сын, Лу Санчо, который в 1104 году основал донжон Жу.